# 항체

항원에 결합하는 항체의 개략도

항체(抗體, 영어: antibody, Ab) 또는 면역글로불린(영어: immunoglobulin, Ig)은 항원과 특이적 결합을 하여 항원-항체 반응을 일으키는 물질이다. 혈액의 혈소판은 적혈구와 반응하여 응집하고 태어날 때부터 항상 가지고 있으므로 정상 항체 또는 동종 항체라 한다. 면역 체계에서 세균이나 바이러스같은 외부항원들과 특이적 결합을 하여 항원을 인식하게하고 동시에 무력화시키는 작용을 하는 면역글로불린은 면역 항체라고 하는데 보통 항체라고 하면 면역 항체를 뜻한다. 항체와 면역글로불린은 동일한 의미로서 면역글로불린은 항체로서 작용하는 당단백질이다. 여러 종류의 면역글로불린이 있는데 이들을 면역글로불린 상과(上科)(immunoglobulin superfamily)로 묶어 분류하고 있다. 항체는 혈액과 조직액뿐만 아니라 분비물(눈물 등)에서도 발견되는데 형질세포에서 생성, 분비된다. 형질세포는 면역계의 B세포가 T세포와의 상호작용하는 가운데 B세포가 특정 항원과 결합하여 분화된 세포이다. 각 항체는 특이적으로 항원과 결합하며 형질세포에 의한 항체의 생산은 체액성 면역이라고도 불린다.

## 항체의 구조
기본 구조는 Y자형의 단백질이며, Y자의 위쪽 두 가지에 항원과 결합할 수 있는 특이적 구조를 가지고 있다. 이러한 특이적 구조는 면역 세포에서 일어나는 DNA 수준에서의 유전자 재배열에 의해 상상할 수 없을 정도로 많은 가짓수를 가질 수 있으므로, 다양한 항원에 대응할 수 있다.
항체는 비교적 큰 분자량을 가진 단백질로서 아미노산기에 당사슬이 결합하고 있다. 대부분의 면역글로불린 상과(上科) 항체들은 아미노산의 N-말단에 결합하고 있지만 IgA1와 IgD 경우만 O-말단에 결합하고 있다. 각 항체의 기본 단위는 각각 경사슬 2개와 중사슬 2개가 이황화 결합을 하여 이루어진 Y자 모양을 한 단량체 분자이며 단량체가 1- 5개까지 모여 하나의 항체를 구성한다.

### 중사슬 (heavy chain)
5가지(γ, δ, α, μ, ε) 종류가 있으며 중사슬이 항체의 종류를 결정짓는다. α와 γ는 450개, μ와 ε는 550개의 아미노산으로 구성되어 있다. 중사슬에는 두 영역 즉 가변 영역과 불변 영역이 있다. 가변 영역은 항체가 만들어지는 B세포(형질 세포)에 따라 달라지며 같은 세포에서 만들어지는 항체의 가변영역은 모두 동일하다. 불변 영역은 항체의 종류가 같을 때만 동일하다. γ, α, δ는 3개의 불변 영역이 있고 구부러지는 영역을 가지고 있지만 μ, ε는 4개의 불변 영역을 가지고 있다. 모든 중사슬의 가변 영역은 한 군데만 있으며 110개 정도의 아미노산으로 구성되어 있다. 가변 영역은 아미노산으로 서로 연결된다.

### 경사슬 (light chain)
λ, κ 2가지 종류가 있으며 대략 211-217개의 아미노산으로 구성되어 있다. 사람의 항체 각각에는 모두 동일하게 1가지의 경사슬만이 존재한다. 경사슬은 불변 영역과 가변 영역이 연속적으로 이루어져있다.
Y모양의 항체 단량체는 2개의 중사슬과 2개의 경사슬이 모여 이루어져 있으며 6-8개의 불변 영역과 4개의 가변 영역을 가진다. 항체의 갈라진 부분(Y의 가지부분)을 Fab조각(Fab(fragment antigen binding) fragments)이라고 하는데 불변 영역과 가변 영역 각각 1개씩을 가지며 N-말단이 항원에 결합한다. 2개의 가변 영역이 특정한 항원에 결합하는 부위이다.
효소에 따라 항체를 자르는 부위가 다르기 때문에 서로 다른 효소를 이용하여 항체 구조를 연구하는 데 사용했는데 파파인효소와 펩신효소가 대표적이다. 파파인 효소는 항체 단량체를 2개의 Fab(fragment antigen binding)조각과 1개의 Fc (fragment crystallizable)조각으로 나눈다. 펩신은 항체를 접혀지는 부분 아래를 자르기 때문에 f(ab)2 조각 1개와 fc조각 1개로 나뉜다.

## 동형상
| 명칭 | 설명 | 항체 구조                                                             |
| IgA  | 장, 기도, 요도 등의 점막에 포함되어 있으며, 병원체에 의한 감염을 방지한다. 침, 눈물, 모유 등에도 포함되어 있다.                                 | 어떤 항체는 여러개의 항원과 결합하는 단백질 복합체를 형성하기도 한다. |
| IgD  | 주로 항원에 노출되지 않은 B 세포의 항원 수용체로 작용한다. 호염기성 백혈구와 비만세포를 활성화시켜 항균 물질이 생산되도록 한다.                 | 어떤 항체는 여러개의 항원과 결합하는 단백질 복합체를 형성하기도 한다. |
| IgE  | 알레르겐과 결합하여 비만 세포와 호염기성 백혈구로부터의 히스타민 분비를 촉진한다. 이는 알레르기를 유발한다. 기생충 감염을 예방하는 역할도 한다. | 어떤 항체는 여러개의 항원과 결합하는 단백질 복합체를 형성하기도 한다. |
| IgG  | 항체의 대부분을 차지한다. 항체 중 유일하게 태반을 통과하여 태아에게 수동 면역을 형성한다.                                                       | 어떤 항체는 여러개의 항원과 결합하는 단백질 복합체를 형성하기도 한다. |
| IgM  | 충분한 양의 IgG가 생성되기 전의 단계에서 항원을 제거한다.                                                                                       | 어떤 항체는 여러개의 항원과 결합하는 단백질 복합체를 형성하기도 한다. |

항체의 무거운 사슬의 불변 영역의 차이에 따라 항체는 IgG, IgA, IgM, IgD, 그리고 IgE 5가지의 동형상으로 분류된다.
- Ig A : 몸의 점막 부분에 많이 존재한다. 최전선의 면역 반응을 담당하며, 외부 기생체의 침입을 방어한다. 혈청으로 분비 시 주로 단량체로 분비된다.
- Ig D : 신생 B세포의 세포막에 막관통형으로 발현되는 항체이다. 거의 연구되어 있지 않다.
- Ig E : 알러지 반응 및 염증 반응에서 주로 작용한다. 비만 세포와 결합하여 히스타민을 분비하게 한다. 비만세포와 호염구의 Fc 수용체에 결합한다.
- Ig G : 면역 반응을 주로 담당하는 항체. 면역 반응이 진행되면서 Ig M이 Ig G로 바뀌어 생산된다. 단량체로 분비되며, 혈액 내 가장 많이 존재한다. 2차 면역 반응에 의해 생산되는 주요 항체이다.
- Ig M : 면역 반응 시 최초로 만들어지는 항체. 다섯 개의 Y가지가 결합되어 있다. 오량체로 분비되며, 신생 B세포의 세포막에 막관통형으로 발현되는 항체이다.
- Ig Y : 조류에서 유래한 항체로서, 헬리코박터 증식 억제 등의 이유로 일부 식품에 첨가되는 항체.

## 같이 보기
- 항원결정기